# Luisa Durán
Luisa Durán   (Logrosán, 19 d'octubre de 1934 - Vigo, 16 d'abril de 2022), més popularment coneguda com «la cigarra extremeña» (la cigala extremenya), va ser una escriptora extremenya autora de poesia, prosa i teatre.

## Trajectòria
Luisa va romandre en Logrosán, la seva localitat natal, fins als 23 anys. Allí va començar a desenvolupar la seva passió per la poesia, els primers versos els va escriure als sis anys.
Als 23 anys es va mudar a la Borgonya francesa junt amb la seva família, on va conèixer al seu marit. Anys més tard va tornar a Espanya, concretament a Madrid, on es va dedicar a la poesia publicant diverses obres i participant en programes de ràdio de diverses emissores, temps en què va rebre el malnom de «la cigarra extremeña» de part de Joaquín Prat. Més tard va crear obres de prosa i algunes peces de teatre.

## Obres
Luisa Durán ha escrit molta poesia en castellà així com en extremeny. Algunes de les seves obres més destacades són:
- Tu nombre llevo en silencio (1970).
- Mi tierra (1981).
- Vivencias (1996).
- El canto de la cigarra (2002).

També té una obra en prosa de costums i oficis antics titulada Oficios perdidos: Costumbres y recuerdos de mi infancia (2002).
Algunes obres teatrals són ¡Qué tiempos!, En casa del alcalde i La feria.